# Фриц Вотруба
Фриц Вотруба (Беч, 23. април 1907 —  Беч, 28. август 1975) био је аустријски вајар чехо-мађарског порекла. Сматран је једним од најистакнутијих вајара 20. века у Аустрији. У свом раду све више раствара фигуративне компоненте у корист геометријске апстракције са обликом коцке као основном формом.

## Биографија
Фриц Вотруба је рођен 1907. као најмлађе од осморо деце Адолфа Вотрубе (који је дошао из Чешке да ради као кројачки помоћник) и Марије Вотрубе, рођене Кочи (из Мађарске), која је у Бечу радила као собарица. Адолф је био алкохоличар и насилник који је често тукао своје синове и жену - како је описано у ауто-биографији Елијаса Канетија, Игра очима, који се спријатељио са њим 1933. године, и који је веома позитивн описао рад Фрица Вортрубе 1954. године. Фрицов најстарији брат је био затворен због оружане пљачке и убиства, а умро је у затвору у Штајну на Дунаву. Фриц, као најмлађи син, био је поштеђен очевог гнева, али га је полиција држала под строгом присмотром због полицијских евиденција његова три старија брата. Елијас Канети је веровао да је Фрицова фасцинација вајањем у камену облик психолошке одбране од његовог трауматичног детињства.
Од 1921. до 1925. године Фриц се школовао за гравера, као шегрт у радионици за гравирање и штанцање Јозефа Шантина у Бечу. Од фебруара до лета 1926. похађао је уметничко-занатску школу Аустријског музеја уметности и индустрије и отворене вечерње курсеве цртања актова. У јесен 1926. уписао је студије вајарства у уметничко-занатској школи. До краја студија био је ученик Антона Ханака, а добијао је стипендију Бечког друштва за модерну уметност, Аустријске Радничке коморе и општине Беч – које му је све обезбедила Ане Малер, која је била његова ученица и љубавница.
Године 1933. имао је студио испод моста бечких железничких пруга. Канети описује Вортрубин студио следећим речима: "..састојао се од два велика свода који су носили стубове бечке градске железнице; у првом своду су стајале фигуре које би му стајале на путу док је радио у другом своду. Када време није било лоше, највише је волео да ради на отвореном. . ." Наставио је да живи код куће са својом мајком удовицом и најмлађом сестром у њиховој старој кући у Флоријанигасе 31, где је и рођен, све док није побегао након аншлуса и Хитлерове управе над Аустријом у Швајцарску за време Другог светског рата.

## Дело
Вероватно његово највеће дело, на коме је радио до своје смрти, било је планирање цркве „Свете Тројице“ у Мауеру у Бечу, познатије као Вотруба црква. Није доживео завршетак изградње цркве 1976. године. Многе његове статуе могу се видети у јавним парковима у Бечу. Лажљиви адолесцент налази се на изложби у Албертини. Један број његових скулптура је или изгубљен или уништен током Другог светског рата. Вотруба је 1947. године добио награду града Беча за визуелне уметности, а 1955. је добио Велику аустријску државну награду за визуелне уметности.
Преминуо је 1975. године, сахрањен је у Средишњем бечком гробљу.

## Галерија
- Човече, осуди рат (Mensch, verdamme den Krieg), в. 1932; камена скулптура
- Гробница Селме Халбан-Курц, 1934–36; камена скулптура
- Жена која стоји (Stehende Frau), 1947; камена скулптура
- Женска стена (Frauliche Felsen), 1948; камена скулптура
- Фигура која чучи (Hockende Figur), 1950–51; бронзана скулптура
- Лежећа фигура (Die Liegende), почетак 1950'; бронзана скулптура
- Рељеф, 1960; камена скулптура
- Велика фигура (Große Figur), 1965; бронзана скулптура
- Скулптура у част Рихарда Вагнера. 1970; бронза
- Црква Тројице (Dreifaltigkeitskirche), у Бечу - Мауер, подигнута 1974-76.